# Stiacciato
Stiacciato je tehnika, ki kiparju omogoča, da ustvari vdolbino ali reliefno skulpturo z vrezovanjem le milimetrov globoko. Da bi ustvarili iluzijo večje globine, se debelina postopoma zmanjšuje od ospredja do ozadja. Na nek način je bolj podoben 2D sliki kot 3D skulpturi, zato lahko relief uporablja perspektivo. Giorgio Vasari piše o tehniki:
Tretji tip se imenujejo bas- in stiacciati-relief, ki nimata v sebi nič drugega kot risanje figure z vdolbinami in schiacciato reliefom. Zelo težke so, če je vpletena velika količina risbe in izuma, saj je tem stvarem težko dati milost zaradi ljubezni načina do kontur. In Donato [tj. Donatello] je najbolje delal od vseh kiparjev v tem žanru, z umetnostjo, risbo in izumom. Vidimo veliko tovrstnih [kipov v obliki] visokofiguriranih starodavnih aretinskih vaz, mask in drugih starodavnih del; in podobno v starodavnih kamejah in v bronastih stožcih za medalje in kovance.
Tehnika se je v glavnem uporabljala v 15. in 16. stoletju, ki jo je začel in prevladoval Donatello. Najzgodnejši ohranjeni primer je njegov Sveti Jurij, ki osvobaja princeso (1416-1417), njegova druga dela v žanru pa vključujejo Pazzijeva Madona (1430), Vnebovzetje Device (Sant'Angelo a Nilo, Neapelj, 1426-1428) in Herodova pojedina (Sienska krstilnica, 1423-1427), skupaj z Devico z otrokom (1426) v njegovem ateljeju.